# Gleaves (lớp tàu khu trục)
Lớp tàu khu trục Gleaves là một lớp bao gồm 66 tàu khu trục của Hải quân Hoa Kỳ được chế tạo vào ngững năm 1938–1942, và được thiết kế bởi hãng Gibbs & Cox. Lớp tàu này được đặt tên theo USS Gleaves (DD-423), chiếc dẫn đầu của lớp. Chúng là những tàu khu trục đang được chế tạo khi Hoa Kỳ tham gia Chiến tranh Thế giới thứ hai.

## Mô tả
Lớp tàu khu trục Gleaves có hình dạng bên ngoài hầu như tương tự với lớp Benson dẫn trước, chỉ khác biệt bởi hình dạng của ống khói: lớp Gleaves có các ống khói hình tròn, trong khi ống khói của lớp Benson có các mặt bên phẳng. Vì vậy, hai lớp tàu này đôi khi còn được gọi chung là lớp Benson/Gleaves.
Thoạt tiên chúng được biết đến như là lớp tàu khu trục Livermore vì thiết kế được chuẩn hóa với chiếc USS Livermore (DD-429) sau khi có một yêu cầu thay đổi thiết kế gia tăng nhiệt độ hoạt động của nồi hơi từ 700 °F lên 825 °F cho những con tàu tiếp theo bởi Gibbs & Cox.
Gleaves là chiếc dẫn đầu của lớp gồm mọi tàu do Gibbs & Cox thiết kế, vốn bao gồm tất cả mười sáu chiếc trong tài khóa 1939 và 1940 (DD-429 đến DD-444), do đề nghị của hãng Bethlehem tiếp tục chế tạo thêm những chiếc lớp Benson bằng hệ thống động lực của chính họ bị từ chối.

## Lịch sử hoạt động
Hai mươi mốt chiếc đã được nhập biên chế khi Hải quân Đế quốc Nhật Bản tấn công Trân Châu Cảng, mở màn Chiến tranh Thế giới thứ hai. Mười một chiếc đã bị mất do hoạt động thù địch của đối phương trong chiến tranh, bao gồm Gwin, Meredith, Monssen, Ingraham, Bristol, Emmons, Aaron Ward, Beatty, Glennon, Corry và Maddox.
Hầu hết những chiếc trong lớp được cho xuất biên chế ngay sau Thế Chiến II; mười một chiếc còn trong biên chế vào đầu những năm 1950, chiếc cuối cùng được rút khỏi phục vụ vào năm 1956. Hobson bị đắm do va chạm với chiếc tàu sân bay Wasp vào năm 1952.
Vào năm 1949, Buchanan, Lansdowne, Lardner và McCalla được chuyển giao cho Thổ Nhĩ Kỳ như những chiếc Gelibolu, Gaziantep, Gemlik và Giresun tương ứng. Chúng ngừng hoạt động và tháo dỡ vào giữa những năm 1970. Đến năm 1951, đến lượt Nicholson được chuyển cho Ý như là chiếc Aviere, và Eberle cùng Ludlow được chuyển cho Hy Lạp như là những chiếc Niki và Doxa tương ứng.
Vào năm 1954, Ellyson và Macomb được chuyển giao cho Lực lượng Phòng vệ Biển Nhật Bản, nơi chúng phục vụ như những chiếc JDS Asakaze (DD-181) và JDS Hatakaze (DD-182) tương ứng. Đến năm 1955, Rodman được chuyển cho Đài Loan như là chiếc ROCS Hsien Yang (DD-16), và Plunkett trở thành chiếc ROCS Nan Yang (DD-17) vào năm 1959. Asakaze và Hatakaze được Nhật Bản trả cho Hoa Kỳ vào những năm 1969-1970 khi chúng tiếp tục được chuyển cho Đài Loan sử dụng.

## Những chiếc trong lớp
| Tàu                 | Đặt lườn             | Hạ thủy              | Hoạt động            | Số phận |
| ------------------- | -------------------- | -------------------- | -------------------- | --- |
| Gleaves (DD-423)    | 16 tháng 5 năm 1938  | 9 tháng 12 năm 1939  | 14 tháng 6 năm 1940  | Ngừng hoạt động 8 tháng 5 năm 1946; bán để tháo dỡ, 29 tháng 6 năm 1972 |
| Niblack (DD-424)    | 8 tháng 8 năm 1938   | 18 tháng 5 năm 1940  | 1 tháng 8 năm 1940   | Ngừng hoạt động tháng 6 năm 1946; bán để tháo dỡ, 16 tháng 8 năm 1973 |
| Livermore (DD-429)  | 6 tháng 3 năm 1939   | 3 tháng 8 năm 1940   | 7 tháng 10 năm 1940  | Ngừng hoạt động 24 tháng 1 năm 1947; bán để tháo dỡ, 3 tháng 3 năm 1961 |
| Eberle (DD-430)     | 12 tháng 4 năm 1939  | 14 tháng 9 năm 1940  | 4 tháng 12 năm 1940  | Ngừng hoạt động 3 tháng 6 năm 1946, chuyển cho Hy Lạp như là chiếc Niki, 22 tháng 1 năm 1951; tháo dỡ 1972 |
| Plunkett (DD-431)   | 1 tháng 3 năm 1939   | 7 tháng 3 năm 1940   | 17 tháng 7 năm 1940  | Ngừng hoạt động 3 tháng 5 năm 1946; chuyển cho Đài Loan như là chiếc ROCS Nan Yang (DD-17), 16 tháng 2 năm 1959; tháo dỡ 1975 |
| Kearny (DD-432)     | 1 tháng 3 năm 1939   | 9 tháng 3 năm 1940   | 13 tháng 9 năm 1940  | Ngừng hoạt động 7 tháng 3 năm 1946; bán để tháo dỡ, 6 tháng 10 năm 1972 |
| Gwin (DD-433)       | 1 tháng 6 năm 1939   | 25 tháng 5 năm 1940  | 15 tháng 1 năm 1941  | Bị đánh chìm trong Trận Kolombangara; 13 tháng 7 năm 1943 |
| Meredith (DD-434)   | 1 tháng 6 năm 1939   | 24 tháng 4 năm 1940  | 1 tháng 3 năm 1941   | Bị đánh chìm trong chiến đấu, 15 tháng 10 năm 1942 |
| Grayson (DD-435)    | 17 tháng 7 năm 1939  | 7 tháng 8 năm 1940   | 14 tháng 2 năm 1941  | Ngừng hoạt động 4 tháng 2 năm 1947; bán để tháo dỡ, 12 tháng 6 năm 1974 |
| Monssen (DD-436)    | 12 tháng 7 năm 1939  | 16 tháng 5 năm 1940  | 14 tháng 3 năm 1941  | Bị đánh chìm trong trận Hải chiến Guadalcanal thứ nhất, 13 tháng 11 năm 1942 |
| Woolsey (DD-437)    | 9 tháng 10 năm 1939  | 12 tháng 2 năm 1941  | 7 tháng 5 năm 1941   | Ngừng hoạt động 6 tháng 2 năm 1947; bán để tháo dỡ, 29 tháng 5 năm 1974 |
| Ludlow (DD-438)     | 18 tháng 12 năm 1939 | 11 tháng 11 năm 1940 | 5 tháng 3 năm 1941   | Ngừng hoạt động 20 tháng 5 năm 1946; chuyển cho Hy Lạp như là chiếc Doxa (D20), 22 tháng 1 năm 1951; tháo dỡ 1972 |
| Edison (DD-439)     | 18 tháng 3 năm 1940  | 23 tháng 11 năm 1940 | 31 tháng 1 năm 1941  | Ngừng hoạt động 18 tháng 5 năm 1946; bán để tháo dỡ, 29 tháng 12 năm 1966 |
| Ericsson (DD-440)   | 18 tháng 3 năm 1940  | 23 tháng 11 năm 1940 | 13 tháng 3 năm 1941  | Ngừng hoạt động 15 tháng 3 năm 1946; đánh chìm như một mục tiêu, 17 tháng 11 năm 1970 |
| Wilkes (DD-441)     | 1 tháng 11 năm 1939  | 31 tháng 5 năm 1940  | 22 tháng 4 năm 1941  | Ngừng hoạt động 4 tháng 3 năm 1946; bán để tháo dỡ, 29 tháng 6 năm 1972 |
| Nicholson (DD-442)  | 1 tháng 11 năm 1939  | 31 tháng 5 năm 1940  | 3 tháng 6 năm 1941   | Ngừng hoạt động 26 tháng 2 năm 1946; chuyển cho Ý như là chiếc Aviere, 15 tháng 1 năm 1951; tháo dỡ 1975 |
| Swanson (DD-443)    | 15 tháng 11 năm 1939 | 2 tháng 11 năm 1940  | 29 tháng 5 năm 1941  | Ngừng hoạt động 10 tháng 12 năm 1945; bán để tháo dỡ, 29 tháng 6 năm 1972 |
| Ingraham (DD-444)   | 15 tháng 11 năm 1939 | 15 tháng 2 năm 1941  | 19 tháng 7 năm 1941  | Đắm do tai nạn va chạm với tàu chở dầu Chemung ngoài khơi Nova Scotia, 22 tháng 8 năm 1942 |
| Bristol (DD-453)    | 20 tháng 12 năm 1940 | 25 tháng 7 năm 1941  | 22 tháng 10 năm 1941 | Bị tàu ngầm U-boat Đức U-371 đánh chìm, 13 tháng 10 năm 1943 |
| Ellyson (DD-454)    | 20 tháng 12 năm 1940 | 26 tháng 7 năm 1941  | 28 tháng 11 năm 1941 | Ngừng hoạt động 19 tháng 10 năm 1954; chuyển cho Nhật Bản như là chiếc JDS Asakaze (DD-181), 19 tháng 10 năm 1954; trả cho Hoa Kỳ 1970 và chuyển cho Đài Loan để tháo dỡ làm phụ tùng                                                                                              |
| Hambleton (DD-455)  | 16 tháng 12 năm 1940 | 26 tháng 9 năm 1941  | 22 tháng 12 năm 1941 | Ngừng hoạt động 15 tháng 1 năm 1955; bán để tháo dỡ, 22 tháng 11 năm 1972 |
| Rodman (DD-456)     | 16 tháng 12 năm 1940 | 26 tháng 9 năm 1941  | 29 tháng 4 năm 1942  | Ngừng hoạt động 28 tháng 7 năm 1955; chuyển cho Đài Loan như là chiếc ROCS Hsien Yang (DD-16), 28 tháng 7 năm 1955; bị mắc cạn năm 1969 và loại bỏ năm 1976 |
| Emmons (DD-457)     | 14 tháng 11 năm 1940 | 23 tháng 8 năm 1941  | 5 tháng 12 năm 1941  | Bị máy bay kamikaze đánh chìm ngoài khơi Okinawa, 6 tháng 4 năm 1945 |
| Macomb (DD-458)     | 3 tháng 9 năm 1940   | 23 tháng 9 năm 1941  | 26 tháng 1 năm 1942  | Ngừng hoạt động 19 tháng 10 năm 1954; chuyển cho Nhật Bản như là chiếc JDS Hatakaze (DD-182), 19 tháng 10 năm 1954; trả cho Hoa Kỳ 1969; bán cho Đài Loan như là chiếc ROCS Hsien Yang (DD-16), 1970; ngừng hoạt động 1974 và sử dụng như tàu huấn luyện cố định cho đến năm 1978. |
| Forrest (DD-461)    | 6 tháng 1 năm 1941   | 14 tháng 6 năm 1941  | 13 tháng 1 năm 1942  | Ngừng hoạt động 30 tháng 11 năm 1945; bán để tháo dỡ, 20 tháng 11 năm 1946 |
| Fitch (DD-462)      | 6 tháng 1 năm 1941   | 14 tháng 6 năm 1941  | 3 tháng 2 năm 1942   | Ngừng hoạt động 24 tháng 2 năm 1956; đánh chìm như một mục tiêu, 15 tháng 11 năm 1973 |
| Corry (DD-463)      | 4 tháng 9 năm 1940   | 28 tháng 7 năm 1941  | 18 tháng 12 năm 1941 | Bị đánh chìm do hỏa lực pháo bờ biển đối phương trong cuộc Đổ bộ Normandy, 6 tháng 6 năm 1944 |
| Hobson (DD-464)     | 14 tháng 11 năm 1940 | 8 tháng 9 năm 1941   | 22 tháng 1 năm 1942  | Đắm do va chạm với tàu sân bay Wasp, 26 tháng 4 năm 1952. |
| Aaron Ward (DD-483) | 11 tháng 2 năm 1941  | 22 tháng 11 năm 1941 | 4 tháng 3 năm 1942   | Bị không kích đối phương đánh chìm gần đảo Florida thuộc quần đảo Solomon, 7 tháng 4 năm 1943 |
| Buchanan (DD-484)   | 11 tháng 2 năm 1941  | 22 tháng 11 năm 1941 | 21 tháng 3 năm 1942  | Ngừng hoạt động 21 tháng 5 năm 1946; chuyển cho Thổ Nhĩ Kỳ như là chiếc Gelibolu, 28 tháng 4 năm 1949; tháo dỡ 1976 |
| Duncan (DD-485)     | 31 tháng 7 năm 1941  | 20 tháng 2 năm 1942  | 16 tháng 4 năm 1942  | Bị đánh chìm trong Trận chiến mũi Esperance ngoài khơi đảo Savo, 12 tháng 10 năm 1942 |
| Lansdowne (DD-486)  | 31 tháng 7 năm 1941  | 20 tháng 2 năm 1942  | 29 tháng 4 năm 1942  | Ngừng hoạt động 2 tháng 5 năm 1946; chuyển cho Thổ Nhĩ Kỳ như là chiếc Gaziantep, 10 tháng 6 năm 1949; tháo dỡ 1973 |
| Lardner (DD-487)    | 15 tháng 9 năm 1941  | 20 tháng 3 năm 1942  | 13 tháng 5 năm 1942  | Ngừng hoạt động 16 tháng 5 năm 1946; chuyển cho Thổ Nhĩ Kỳ như là chiếc Gemlik, 10 tháng 6 năm 1949; ngừng hoạt động 1974 và đánh chìm như một mục tiêu 21 tháng 11 năm 1982 |
| McCalla (DD-488)    | 15 tháng 9 năm 1941  | 20 tháng 3 năm 1942  | 27 tháng 5 năm 1942  | Ngừng hoạt động 17 tháng 5 năm 1946; chuyển cho Thổ Nhĩ Kỳ như là chiếc Giresun, 29 tháng 4 năm 1949; tháo dỡ 1973 |
| Mervine (DD-489)    | 3 tháng 11 năm 1941  | 3 tháng 5 năm 1942   | 17 tháng 6 năm 1942  | Ngừng hoạt động 27 tháng 5 năm 1949; bán để tháo dỡ, 27 tháng 10 năm 1969 |
| Quick (DD-490)      | 3 tháng 11 năm 1941  | 3 tháng 5 năm 1942   | 3 tháng 7 năm 1942   | Ngừng hoạt động 28 tháng 5 năm 1949; bán để tháo dỡ, 27 tháng 8 năm 1973 |
| Carmick (DD-493)    | 29 tháng 5 năm 1941  | 8 tháng 3 năm 1942   | 28 tháng 12 năm 1942 | Ngừng hoạt động 15 tháng 2 năm 1954; bán để tháo dỡ, 7 tháng 8 năm 1972 |
| Doyle (DD-494)      | 26 tháng 5 năm 1941  | 17 tháng 3 năm 1942  | 27 tháng 1 năm 1943  | Ngừng hoạt động 19 tháng 5 năm 1955; bán để tháo dỡ, 6 tháng 10 năm 1972 |
| Endicott (DD-495)   | 1 tháng 5 năm 1941   | 5 tháng 4 năm 1942   | 25 tháng 2 năm 1943  | Ngừng hoạt động 17 tháng 8 năm 1955; bán để tháo dỡ, 6 tháng 10 năm 1970 |
| McCook (DD-496)     | 1 tháng 5 năm 1941   | 30 tháng 4 năm 1942  | 15 tháng 3 năm 1943  | Ngừng hoạt động 27 tháng 5 năm 1949; bán để tháo dỡ, 27 tháng 8 năm 1973 |
| Frankford (DD-497)  | 5 tháng 6 năm 1941   | 17 tháng 5 năm 1942  | 31 tháng 3 năm 1943  | Ngừng hoạt động 6 tháng 3 năm 1946; đánh chìm như một mục tiêu, 4 tháng 12 năm 1973 |
| Davison (DD-618)    | 26 tháng 2 năm 1942  | 19 tháng 7 năm 1942  | 11 tháng 9 năm 1942  | Ngừng hoạt động 24 tháng 6 năm 1949; bán để tháo dỡ, 27 tháng 8 năm 1973 |
| Edwards (DD-619)    | 26 tháng 2 năm 1942  | 19 tháng 7 năm 1942  | 18 tháng 9 năm 1942  | Ngừng hoạt động 11 tháng 4 năm 1946; bán để tháo dỡ, 25 tháng 5 năm 1973 |
| Glennon (DD-620)    | 25 tháng 3 năm 1942  | 26 tháng 8 năm 1942  | 8 tháng 10 năm 1942  | Hư hại do trúng mìn trong cuộc Đổ bộ Normandy, 8 tháng 6 năm 1944; bị hỏa lực pháo bờ biển đánh chìm, 10 tháng 6 năm 1944 |
| Jeffers (DD-621)    | 25 tháng 3 năm 1942  | 26 tháng 8 năm 1942  | 5 tháng 11 năm 1942  | Ngừng hoạt động 23 tháng 5 năm 1955; bán để tháo dỡ, 25 tháng 5 năm 1973 |
| Maddox (DD-622)     | 7 tháng 5 năm 1942   | 15 tháng 9 năm 1942  | 31 tháng 10 năm 1942 | Bị máy bay ném bom bổ nhào Đức đánh chìm ngoài khơi Sicily, Ý, 10 tháng 7 năm 1943 |
| Nelson (DD-623)     | 7 tháng 5 năm 1942   | 15 tháng 9 năm 1942  | 26 tháng 11 năm 1942 | Ngừng hoạt động tháng 1 năm 1947; bán để tháo dỡ, 18 tháng 7 năm 1969 |
| Baldwin (DD-624)    | 19 tháng 7 năm 1941  | 14 tháng 6 năm 1942  | 30 tháng 4 năm 1943  | Ngừng hoạt động 20 tháng 6 năm 1946; bị đánh đắm, 5 tháng 6 năm 1961 |
| Harding (DD-625)    | 22 tháng 7 năm 1941  | 28 tháng 6 năm 1942  | 25 tháng 5 năm 1943  | Ngừng hoạt động 2 tháng 11 năm 1945; bán để tháo dỡ, 16 tháng 4 năm 1947 |
| Satterlee (DD-626)  | 10 tháng 9 năm 1941  | 17 tháng 7 năm 1942  | 1 tháng 7 năm 1943   | Ngừng hoạt động 16 tháng 3 năm 1946; bán để tháo dỡ, 8 tháng 5 năm 1972 |
| Thompson (DD-627)   | 22 tháng 9 năm 1941  | 15 tháng 7 năm 1942  | 10 tháng 7 năm 1943  | Ngừng hoạt động 18 tháng 5 năm 1954; bán để tháo dỡ, 7 tháng 8 năm 1972 |
| Welles (DD-628)     | 27 tháng 9 năm 1941  | 7 tháng 9 năm 1942   | 16 tháng 8 năm 1943  | Ngừng hoạt động 4 tháng 2 năm 1946; bán để tháo dỡ, 18 tháng 7 năm 1969 |
| Cowie (DD-632)      | 18 tháng 3 năm 1941  | 27 tháng 9 năm 1941  | 1 tháng 6 năm 1942   | Ngừng hoạt động 27 tháng 4 năm 1947; bán để tháo dỡ, 22 tháng 2 năm 1972 |
| Knight (DD-633)     | 18 tháng 3 năm 1941  | 27 tháng 9 năm 1941  | 23 tháng 6 năm 1942  | Ngừng hoạt động 19 tháng 3 năm 1947; bị đánh chìm như một mục tiêu, 27 tháng 10 năm 1967 |
| Doran (DD-634)      | 14 tháng 6 năm 1941  | 10 tháng 12 năm 1941 | 4 tháng 8 năm 1942   | Ngừng hoạt động 29 tháng 1 năm 1947; bán để tháo dỡ, 27 tháng 8 năm 1973 |
| Earle (DD-635)      | 14 tháng 6 năm 1941  | 10 tháng 12 năm 1941 | 1 tháng 9 năm 1942   | Ngừng hoạt động 17 tháng 5 năm 1947; bán để tháo dỡ, tháng 10 năm 1970 |
| Butler (DD-636)     | 16 tháng 9 năm 1941  | 12 tháng 2 năm 1942  | 15 tháng 8 năm 1942  | Ngừng hoạt động 8 tháng 11 năm 1945; bán để tháo dỡ, 10 tháng 1 năm 1948 |
| Gherardi (DD-637)   | 16 tháng 9 năm 1941  | 12 tháng 2 năm 1942  | 15 tháng 9 năm 1942  | Ngừng hoạt động 17 tháng 12 năm 1955; đánh chìm như một mục tiêu, 3 tháng 6 năm 1973 |
| Herndon (DD-638)    | 26 tháng 8 năm 1941  | 2 tháng 2 năm 1942   | 20 tháng 12 năm 1942 | Ngừng hoạt động 28 tháng 1 năm 1946; đánh chìm như một mục tiêu, 24 tháng 5 năm 1973 |
| Shubrick (DD-639)   | 17 tháng 2 năm 1942  | 18 tháng 4 năm 1942  | 7 tháng 2 năm 1943   | Ngừng hoạt động 16 tháng 11 năm 1945; bán để tháo dỡ, 28 tháng 9 năm 1947 |
| Beatty (DD-640)     | 1 tháng 5 năm 1941   | 20 tháng 12 năm 1941 | 7 tháng 5 năm 1942   | Bị máy bay ném bom Đức đánh chìm ngoài khơi Algérie, 6 tháng 11 năm 1943 |
| Tillman (DD-641)    | 1 tháng 5 năm 1941   | 20 tháng 12 năm 1941 | 4 tháng 6 năm 1942   | Ngừng hoạt động 6 tháng 2 năm 1947; bán để tháo dỡ, 8 tháng 5 năm 1972 |
| Stevenson (DD-645)  | 23 tháng 7 năm 1942  | 11 tháng 11 năm 1942 | 15 tháng 12 năm 1942 | Ngừng hoạt động 27 tháng 4 năm 1946; bán để tháo dỡ, 2 tháng 6 năm 1970 |
| Stockton (DD-646)   | 24 tháng 7 năm 1942  | 11 tháng 11 năm 1942 | 11 tháng 1 năm 1943  | Ngừng hoạt động 16 tháng 5 năm 1946; bán để tháo dỡ, 25 tháng 5 năm 1973 |
| Thorn (DD-647)      | 15 tháng 11 năm 1942 | 28 tháng 2 năm 1943  | 1 tháng 4 năm 1943   | Ngừng hoạt động 6 tháng 5 năm 1946; đánh chìm như một mục tiêu, 22 tháng 8 năm 1974 |
| Turner (DD-648)     | 16 tháng 11 năm 1942 | 28 tháng 2 năm 1943  | 15 tháng 4 năm 1943  | Bị đắm do một vụ nổ không rõ nguyên nhân, 3 tháng 1 năm 1944 |